# François Briot
Pour les articles homonymes, voir Briot.

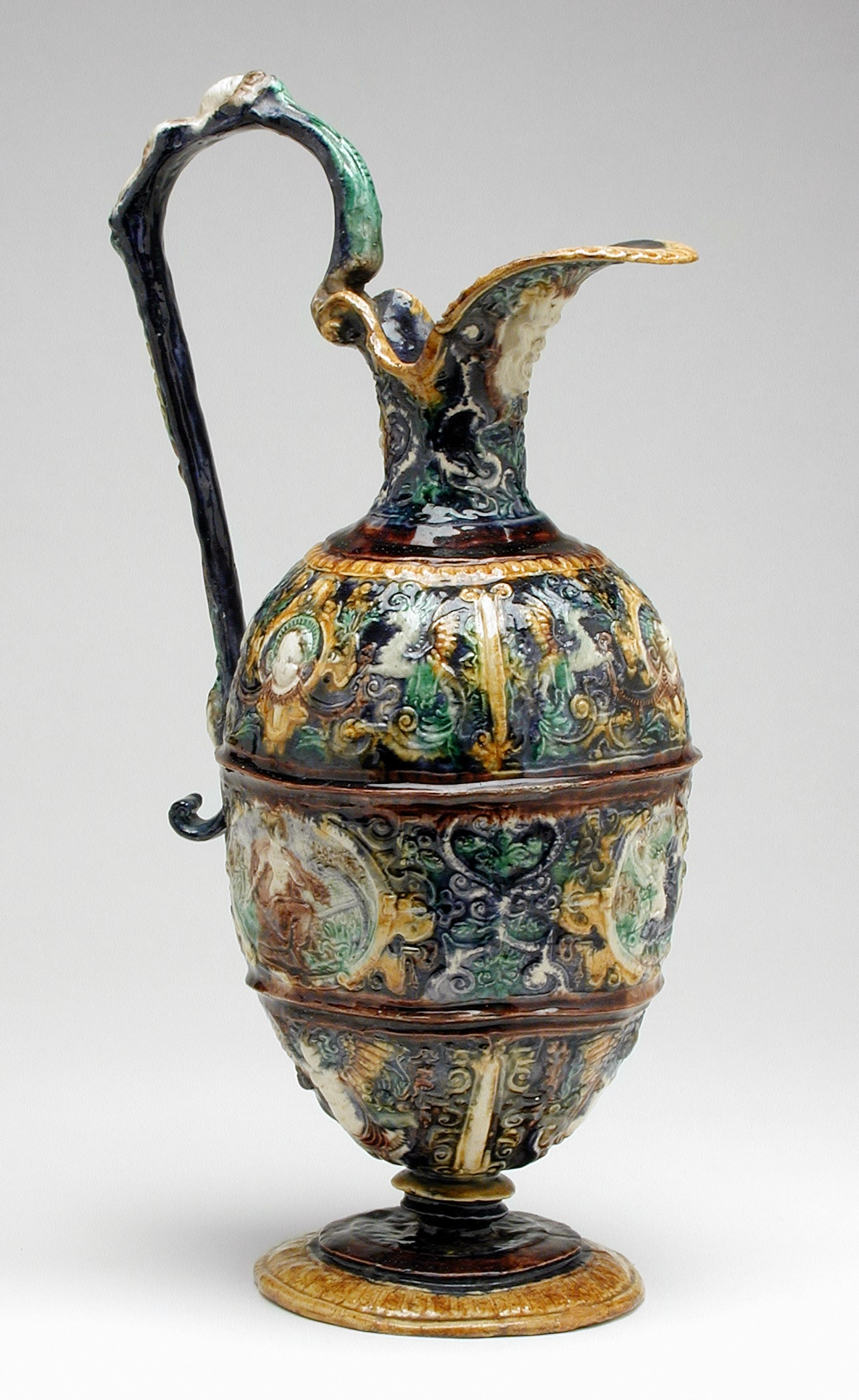
Foi, Espoir et Charité (v. 1600), Musée des Arts de Los-Angeles

François Briot (Damblain vers 1545-Montbéliard, 26 avril 1616)  est un orfèvre français.

## Biographie
Maître de la Monnaie du comte Frédéric à Montbéliard (1586-1609), il lui gravera des pièces et des médailles. Considéré comme le plus grand potier d'étain de tous les temps, son célèbre bassin accompagnant son aiguière sont en exposition permanente au musée du Louvre.
Il est l'oncle de Nicolas Briot qui vit avec lui à Montbéliard à partir de 1601.

## Galerie

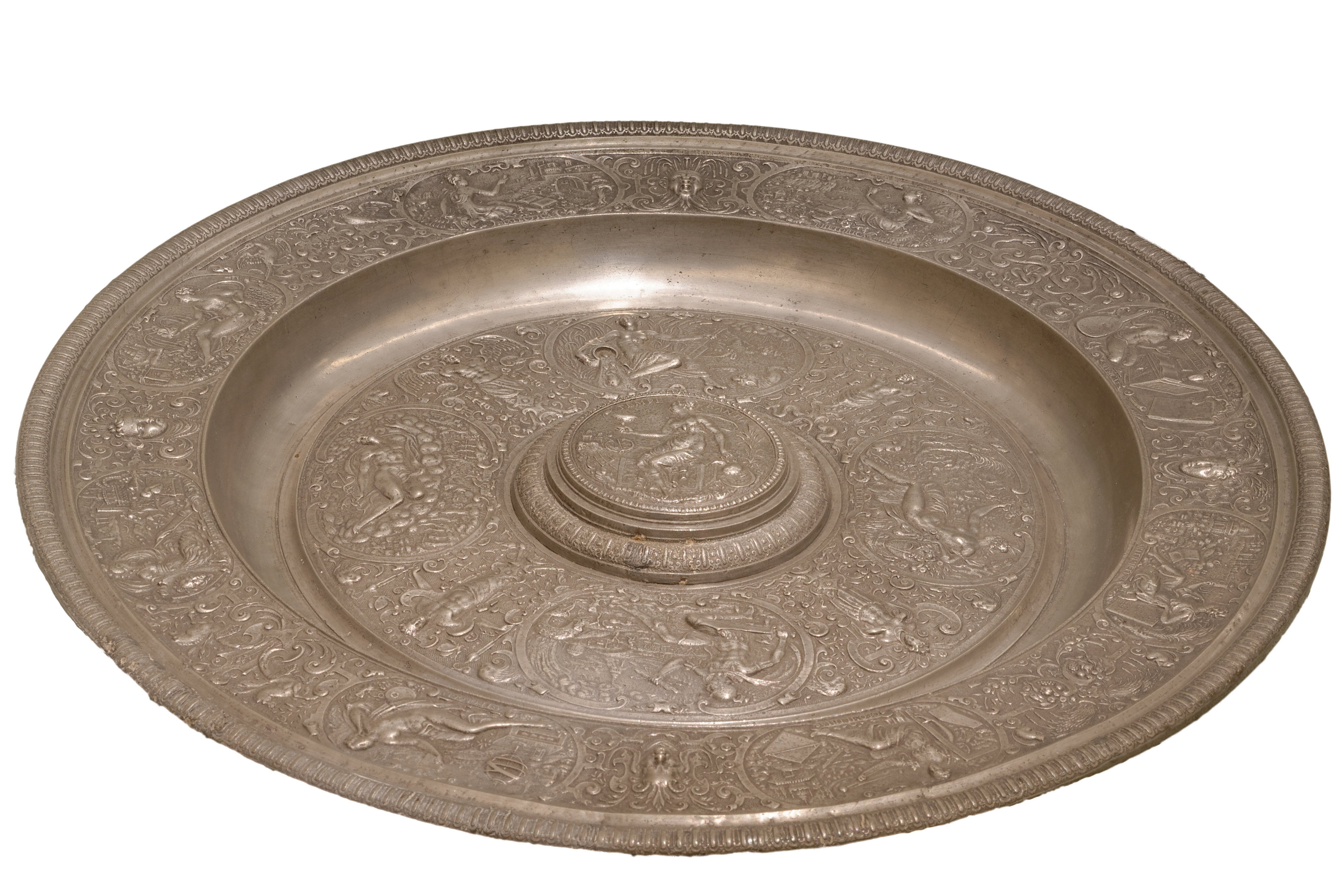
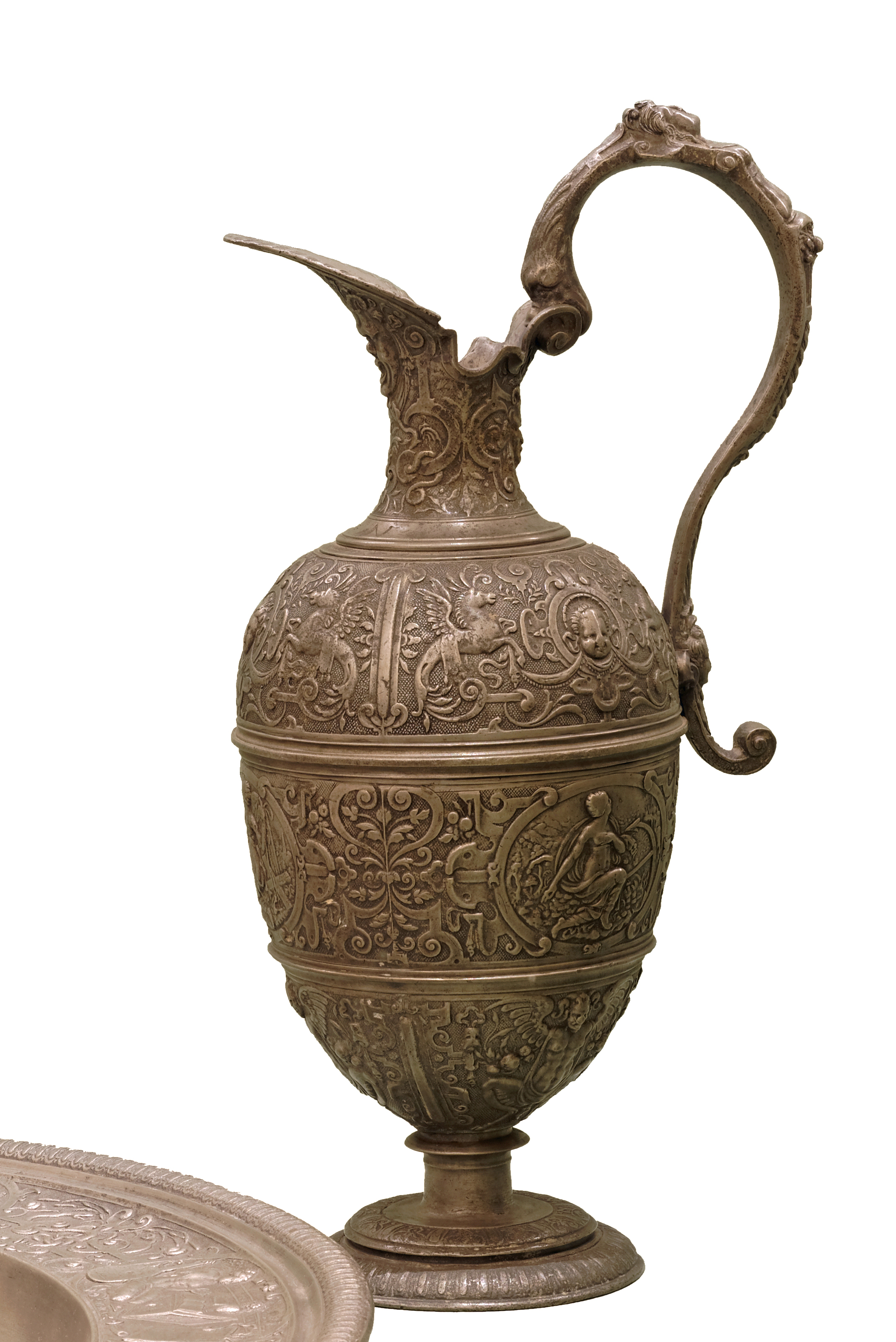

#### Article
- De Richemond, « Le graveur lorrain François Briot », Bulletin historique et littéraire / Société de l'histoire du protestantisme français,‎ 1888, p. 277-279 (lire en ligne)

#### Ouvrages
- Jean-Marc Debard, Les monnaies de la principauté de Montbéliard du XVIe au XVIIIe, Les Belles Lettres, 1980, p. 69
- (de) Hans Demiani, Franc̜ois Briot, Caspar Enderlein und das Edelzinn, Leipzig, Karl Wilhelm Hiersemann, 1897 (lire en ligne), p. 10-30
- Albert Jacquot, Essai de répertoire des artistes lorrains. , Les orfèvres, les joailliers, les argentiers, les potiers d'étain lorrains, Paris, 1906 (lire en ligne), p. 9-10
- Louis Jouve, Les Wiriot et les Briot, artistes lorrains du XVIe et du XVIIe siècle : nouvelles esquisses, Paris (lire en ligne), p. 117-122
- Pierre Larousse, Grand Dictionnaire universel du XIXe siècle, Paris, 1866-1877 (lire en ligne), p. 1281
- André Lenhart, Briot (lire en ligne)
- André Liénhart, «Science sans conscience n’est que ruine de l’âme»Une comparaison des messages de François Rabelais et de François Briot, 2014 (lire en ligne)
- Fernand Mazerolle, Les médailleurs français du XVe siècle au milieu du XVIIe., t. 1, Paris, 1902 (lire en ligne)
- Léon Nardin, A propos d'un autographe du graveur lorrain François Briot - exposition rétrospective de Bâle (1912), vente d'une bibliothèque montbéliardaise à Strasbourg, Le livre d'amis de Léonard Binninger, Besançon, Imprimerie du Progrès, 1919 (lire en ligne)
- Natalis Rondot, Les médailleurs et les graveurs de monnaies, 1904, p. 239
- (en) Timothy Schroder, Grove Art Online, Oxford University Press, 1998 (ISBN 9781884446054, lire en ligne)
- (de) Ulrich Thieme et Felix Becker, « Briot, François », dans Allgemeines Lexikon der Bildenden Künstler von der Antike bis zur Gegenwart, vol. 5, E. A. Seemann, 1911, 608 p. (lire en ligne), p. 24